# The Terror (série de televisão)
The Terror é uma série de televisão antológica da AMC que estreou em 26 de março de 2018. A série baseia-se no romance de mesmo nome de Dan Simmons.

## Premissa
As tripulações a bordo dos navios exploradores polares da Marinha Real Inglesa, os HMS Erebus e HMS Terror se aventuram em territórios inexplorados em busca da Passagem do Noroeste. Os navios logo ficam presos, congelados e isolados; e aqueles a bordo devem sobreviver às duras condições climáticas e uns aos outros.

## Elenco

### Principal
- Jared Harris como o Capitão Francis Crozier[4]
- Tobias Menzies[5] como o Comandante James Fitzjames[6]
- Paul Ready como o Dr. Henry Goodsir
- Adam Nagaitis como Cornelius Hickey
- Ian Hart como Thomas Blankly
- Nive Nielsen como Lady Silence[7]
- Ciarán Hinds como o Capitão Sir John Franklin

### Recorrente
- Greta Scacchi como Lady Jane Franklin
- Trystan Gravelle como Henry Collins
- Alfie Kingsnorth como David Young
- Alistair Petrie como Dr. Stephan S. Stanley
- Richard Sutton como Sir James Clark Ross
- David Walmsley como o Sargento Solomon Tozer
- Tom Weston-Jones como o Tenente Graham Gore
- Joe Hurst como Thomas Evans
- Jack Colgrave Hirst como Tom Hartnell
- Freddie Greaves como William Strong
- Mikey Collins como Robert Golding
- Liam Garrigan como Thomas Jopson[8]
- Stephen Thompson como Magnus Manson
- Charles Edwards como o Dr. Alexander McDonald
- Sebastian Armesto como Charles Des Voeux
- Christos Lawton como o Tenente George Hodgson
- James Laurenson como Sir John Barrow
- Matthew McNulty como o Tenente Edward Little[9]
- Ronan Raftery como o Tenente John Irving[8]
- Chris Corrigan como John Diggle
- Anthony Flanagan como John Morfin
- Sian Brooke como Sophia Cracroft
- Caroline Boulton como Lady Ann Ross
- Richard Riddell como o Sargento David Bryant
- Mike Kelly como John Gregory
- Declan Hannigan como o Tenente Henry T. D. Le Visconte
- Kevin Guthrie como Henry Peglar
- Vin Hawke como George Barrow
- Edward Ashley como William Gibson[8]
- John Lynch como John Bridgens
- Owen Good como Charles Best

## Produção
Após o sucesso da série The Walking Dead, a rede americana AMC está planejando fazer uma série de terror com base neste romance. Em março de 2016, foi confirmado que a AMC encomendou 10 episódios, com uma data de estreia esperada em 2017. David Kagjanich e Soo Hugh servirão como co-showrunners, e Kagjanich também definiu a adaptação. Ridley Scott, Alexandra Milchan, Scott Lambert, David Zucker e Guymon Casady estão preparados para servir como produtores executivos. Em setembro de 2016, foi anunciado que Tobias Menzies foi escalado como líder em série e os showrunners estavam buscando uma mulher inuit, com idades compreendidas entre os 16 e 30 anos, para interpretar um "personagem principal" não especificado, muito provavelmente Lady Silence.

## Episódios
| N.º | Título                      | Dirigido por         | Escrito por            | Exibição original   | Audiência (milhões) |
| --- | --------------------------- | -------------------- | ---------------------- | ------------------- | ------------------- |
| 1 | "Go For Broke"              | Edward Berger        | David Kagjanich        | 25 de março de 2018 | 3,34                |
| Em 1845, a Marinha Real Inglesa partiu para o HMS Erebus e o HMS Terror para completar um cruzamento da Passagem Noroeste, tentando atravessar um manto de gelo no Ártico. No entanto, infortúnios no mar, incluindo um marinheiro caindo gravemente doente e um acidente no convés, paralisam a expedição a 320 quilômetros de distância, e os capitães têm que tomar uma decisão arriscada para continuar sua viagem. |                             |                      |                        |                     |                     |
| 2 | "Gore"                      | Edward Berger        | Soo Hugh               | 26 de março de 2018 | 1,39                |
| Oito meses depois de o capitão Franklin ter guiado o Erebus e o Terror para o gelo espesso, os navios ainda estão presos. Quando o verão chega, ele envia as partes principais para descobrir em qual direção o gelo derreteu. Os homens que viajaram para o leste não encontram nada, enquanto os homens a oeste viajam para território perigoso e acidentalmente atiram em um homem inuit, pensando que ele era um urso, mas algo matou um dos seus homens. |                             |                      |                        |                     |                     |
| 3 | "The Ladder"                | Sergio Mimica-Gezzan | Gina Welch             | 2 de abril de 2018  | 1,11                |
| A tripulação pede desculpas à "Lady Silence", a filha do homem Inuit morto; ela sai sozinha. Os capitães Franklin e Crozier, uma vez amigos, debatem sobre o futuro de suas tripulações. Franklin se junta a um grupo de fuzileiros armados que criaram uma armadilha para a criatura, que mais tarde consegue matar Franklin e outros. De dentro de um igloo, Lady Silence ouve a criatura lá fora e descobre que ela deixou uma carcaça de foca. |                             |                      |                        |                     |                     |
| 4 | "Punished, As a Boy"        | Edward Berger        | David Kajganich        | 9 de abril de 2018  | 1,17                |
| Enquanto a criatura continua a pegá-los, os marinheiros começam a suspeitar que seja de origem sobrenatural. Hickey lidera uma missão não sancionada para raptar Lady Silence, acreditando que ela tenha algum tipo de conexão com a criatura. Para esta insubordinação, Crozier submete Hickey a uma amarração severa. Todos, exceto dez da tripulação do Terror, optam por se mudar para o Erebus, dada a opção de Crozier devido à localização precária do Terror em uma falha no gelo. |                             |                      |                        |                     |                     |
| 5 | "First Shot a Winner, Lads" | Sergio Mimica-Gezzan | Josh Parkinson         | 16 de abril de 2018 | 0,91                |
| Goodsir fala com Lady Silence em um esforço para aprender sua língua, mas tem pouco sucesso em aprender sobre a natureza da criatura além de seu nome, "Tuunbaq". Crozier fica temperamental enquanto fica sem bebida e envia homens em missões perigosas entre os dois navios com o único propósito de roubar mais garrafas de Erebus. O Tuunbaq ataca o Terror e persegue Blanky, machucando sua perna tão severamente que ele mais tarde requer amputação. Os homens conseguem ferir a criatura com um canhão, enquanto Lady Silence escapa durante a comoção. Crozier resolve ir sóbrio, adiando a autoridade sobre os dois navios para Fitzjames enquanto ele sofre com a retirada. |                             |                      |                        |                     |                     |
| 6 | "A Mercy"                   | Sergio Mimica-Gezzan | Vinnie Wilhelm         | 23 de abril de 2018 | 0,92                |
| Janeiro de 1848; agora encarregado do Terror e do Erebus, Fitzjames planeja abandonar os navios e levar os homens de volta à civilização a pé. Para amenizar o golpe desta notícia, ele organiza um carnaval no gelo do lado de fora dos navios. Goodsir discerne que todas as latas de comida nos navios estão dando aos homens o envenenamento por chumbo e tenta alertar seu veterano, o Dr. Stanley, que parece ter tirado a notícia. Após semanas de retirada, Crozier se recupera a tempo de visitar o carnaval de Fitzjames. Ele começa a anunciar o plano de sair a pé, mas é interrompido pelo Dr. Stanley, mentalmente desequilibrado, que atira fogo em si mesmo e na tenda do carnaval, matando muitos.                                                                                     |                             |                      |                        |                     |                     |
| 7 | "Horrible from Supper"      | Tim Mielants         | Andres Fischer-Centeno | 30 de abril de 2018 | 0,97                |
| Em 22 de abril de 1848, Croizer dá a ordem para abandonar os dois navios. Os homens logo partem a pé e, ao longo do caminho, Crozier descobre que a caravana que enviara à frente deles foi massacrada a apenas 30 quilômetros de distância. Ele escolhe manter essa informação em segredo dos homens, juntamente com o conhecimento do envenenamento por chumbo aprendido com a Goodsir. Hickey toma conhecimento das latas envenenadas e começa a traçar um motim, pretendendo usar a escassez de comida a seu favor. Em uma caça ao jogo, ele e o tenente Irving se deparam com alguns Netsilik que fornecem a ele carne de foca. No caminho de volta, Hickey assassina Irving e mantém essa nova fonte de comida em segredo.                                                                        |                             |                      |                        |                     |                     |
| 8 | "Terror Camp Clear"         | Tim Mielants         | David Kajganich        | 7 de maio de 2018   | 0,86                |
| Hickey assassina o resto do grupo Netsilik e retorna ao acampamento alegando que eles mataram o tenente Irving e avisando sobre um iminente ataque dos esquimós. Um nevoeiro entra, atiçando a paranoia dos homens até que o arsenal seja aberto sem a aprovação de nenhum capitão. Crozier investiga os cadáveres de Irving e Netsilik, e rapidamente percebe que Hickey foi o responsável e está planejando um motim. Ele pega Hickey e seu cúmplice, o sargento. Tozer para serem enforcados, mas a execução é interrompida por um ataque repentino pelo Tuunbaq, que lança o acampamento em pandemônio. |                             |                      |                        |                     |                     |
| 9 | "The C, the C, the Open C"  | Tim Mielants         | Soo Hugh               | 14 de maio de 2018  | por determinar      |
| Hickey e seus homens montam acampamento e se envolvem abertamente no canibalismo. O Dr. Goodsir, que está no campo de Hickey contra sua vontade, é forçado a participar. O capitão Crozier e seus homens estão desnutridos e Fitzjames sucumbe junto com muitos outros. Enquanto isso, o coto de Blanky fica gangrenado, e ele se oferece para levar a criatura para longe do resto do acampamento, encontrando, por acaso, a Passagem Norte no processo. Mais tarde, o capitão Crozier é sequestrado pelos homens que são aliados de Hickey. |                             |                      |                        |                     |                     |
| 10 | "We are Gone"               | Tim Mielants         | David Kajganich        | 21 de maio de 2018  | por determinar      |
| O capitão é sequestrado por Hickey. O Dr. Goodsir envenena a si mesmo e avisa o capitão, sabendo que os homens de Hickey vão comê-lo, envenenando assim todo o seu grupo. Tuunbaq, embora ferido, retorna e mata todos os homens de Hickey e morre no processo. O capitão é o único sobrevivente e é resgatado por Lady Silence, cujo nome é revelado para ser Silna. Ao viajar com ela, o capitão descobre que o resto de seus homens morreram. Ele se adapta ao modo inuíte de vida, embora Silna esteja no exílio como pelo costume. Quando o grupo de busca britânico aterrissam dois anos depois, o capitão instrui o líder inuíte a dizer-lhes que todos da expedição estão mortos, que não há passagem e que não devem retornar. Ele é feliz vivendo como um inuíte e agora está caçando o selo. |                             |                      |                        |                     |                     |

## Lançamento
A série estreou na AMC nos Estados Unidos e no Canadá em 25 de março de 2018 e deve ser concluída em 21 de maio de 2018. Foi lançada mundialmente no Amazon Prime Video em todos os outros países onde o serviço está presente (exceto Canadá e Reino Unido) a partir de 26 de março de 2018. A Amazon lançou a maior parte da primeira temporada antes de sua transmissão na AMC. No Reino Unido, The Terror estreou pelo AMC em 24 de abril de 2018. No Brasil, a série estreou pelo canal AMC em 26 de março de 2018. Em Portugal, a série estreou pelo canal AMC em 4 de abril de 2018.

## Recepção

### Audiência
| № | Título                      | Exibição original   | Rating/share (18–49) | Audiência (em milhões) | DVR (18–49)    | Audiência em DVR (milhões) | Total (18–49)  | Audiência total (em milhões) |
| - | --------------------------- | ------------------- | -------------------- | ---------------------- | -------------- | -------------------------- | -------------- | ---------------------------- |
| 1 | "Go for Broke"              | 25 de março de 2018 | 1,3                  | 3,34                   | 0,5            | 1,03                       | 1,8            | 4,37                         |
| 2 | "Gore"                      | 26 de março de 2018 | 0,4                  | 1,39                   | 0,3            | 1,12                       | 0,7            | 2,51                         |
| 3 | "The Ladder"                | 2 de abril de 2018  | 0,3                  | 1,11                   | 0,3            | 1,07                       | 0,6            | 2,18                         |
| 4 | "Punished, as a Boy"        | 9 de abril de 2018  | 0,3                  | 1,17                   | 0,3            | 1,04                       | 0,6            | 2,22                         |
| 5 | "First Shot a Winner, Lads" | 16 de abril de 2018 | 0,2                  | 0,91                   | N/A            | N/A                        | N/A            | N/A                          |
| 6 | "A Mercy"                   | 23 de abril de 2018 | 0,2                  | 0,92                   | 0,3            | 0,86                       | 0,5            | 1,78                         |
| 7 | "Horrible from Supper"      | 30 de abril de 2018 | 0,2                  | 0,97                   | por determinar | por determinar             | por determinar | por determinar               |
| 8 | "Terror Camp Clear"         | 7 de maio de 2018   | 0,2                  | 0,86                   | por determinar | por determinar             | por determinar | por determinar               |

### Resposta da crítica
No site Rotten Tomatoes, a série tem uma taxa de aprovação de 91% com base em 35 avaliações, com uma classificação média de 8,83 / 10. O consenso crítico do site diz: "Um thriller envolto em um pacote dramático de prestígio, The Terror traz um horror sobrenatural envolvente e atmosférico." O Metacritic, que usa uma média ponderada, atribuiu uma pontuação de 76 em 100 com base em 18 críticos, indicando "revisões favoráveis".